# Гай Дилий Вокула
Гай Дилий Вокула (на латински: Gaius Dillius Vocula; † началото на 70 г.) е римски сенатор. Известен е с ролята му като легат на легион по време на Батавското въстание (69 – 70).
Произлиза от Кордуба (днес Кордоба) в провинцията Бетика в днешна Южна Испания. Син е на конника Авъл Дилий от триба Сергия. Ползва се с покровителството на Сенека, понеже съпругата му Хелвия Прокула е роднина с Хелвия, майката на Сенека.
На намерения му гробен камък в Рим пише за cursus honorum на Вокула (Надпис CIL 6,1402):
| „ | C(aio) Dillio A(uli) f(ilio) Ser(gia) Voculae / trib(uno) milit(um) leg(ionis) I IIIIviro viarum curandar(um) / q(uaestori) provinc(iae) Ponti et Bithiniae trib(uno) pl(ebis) pr(aetori) / leg(ato) in Germania leg(ionis) XXII Primigeniae / Helvia T(iti) f(ilia) Procula uxor fecit (Служи като военен трибун в I Германски легион, IIIIvir viarum curandarum, квестор на провинция Витиния и Понт, народен трибун, претор, легат на XXII легион Фортуна Първородна в Германия. Женен е за Хелвия Прокула, дъщеря на Тит.) | “ |

По време на Годината на четиримата императори Вокула е легат на стационирания в Могонтиакум в Горна Германия XXII легион Фортуна Първородна и поема de facto задачите на управителя Хордеоний Флак. Изпратен е да помага на войниците на обсадения от Гай Юлий Цивилис военен лагер Ветера (Castra Vetera) в Долна Германия. По пътя за Долен Рейн той потушава въстанието в Colonia Claudia Ara Agrippinensium (Кьолн) и побеждава войската на Цивилис.
През началото на 70 г. Вокула е убит от един дезертьор от I легион по поръчка на Юлий Класик, който превзема легионския лагер Novaesium (Нойс) и кара войниците да му се закълнат във вярност.